# Micropolycope aliena
Micropolycope aliena is een mosselkreeftjessoort uit de familie van de Polycopidae. De wetenschappelijke naam van de soort is voor het eerst geldig gepubliceerd in 1984 door Chavtur.